# الشيخ (فلم 1921)
الشيخ (بالإنجليزية: The Sheik) فيلم رومانسي أمريكي صامت، عرض عام 1921 من إخراج جورج جورج ملفورد وبطولة رودلف فالنتينو، أغنيس ايريس.

## روابط خارجية
- الشيخ على موقع IMDb (الإنجليزية)
- الشيخ على موقع روتن توميتوز (الإنجليزية)
- الشيخ على موقع Turner Classic Movies (الإنجليزية)
- الشيخ على موقع أول موفي (الإنجليزية)
- الشيخ على موقع فيلمافينيتي (الإسبانية)
- الشيخ على موقع قاعدة بيانات الفيلم (الإنجليزية)
- الشيخ على موقع ليتربوكسد (الإنجليزية)
- الشيخ على موقع كينوبويسك (الروسية)